# Lee Konitz
Lee Konitz (13. října 1927, Chicago, Illinois, USA – 15. dubna 2020 Greenwich Village, Manhattan) byl americký jazzový altsaxofonista a hudební skladatel. Byl také členem skupiny Milese Davise, se kterým nahrál alba Birth of the Cool (1949) a Miles Ahead (1957).